# Heinrich Kraemer

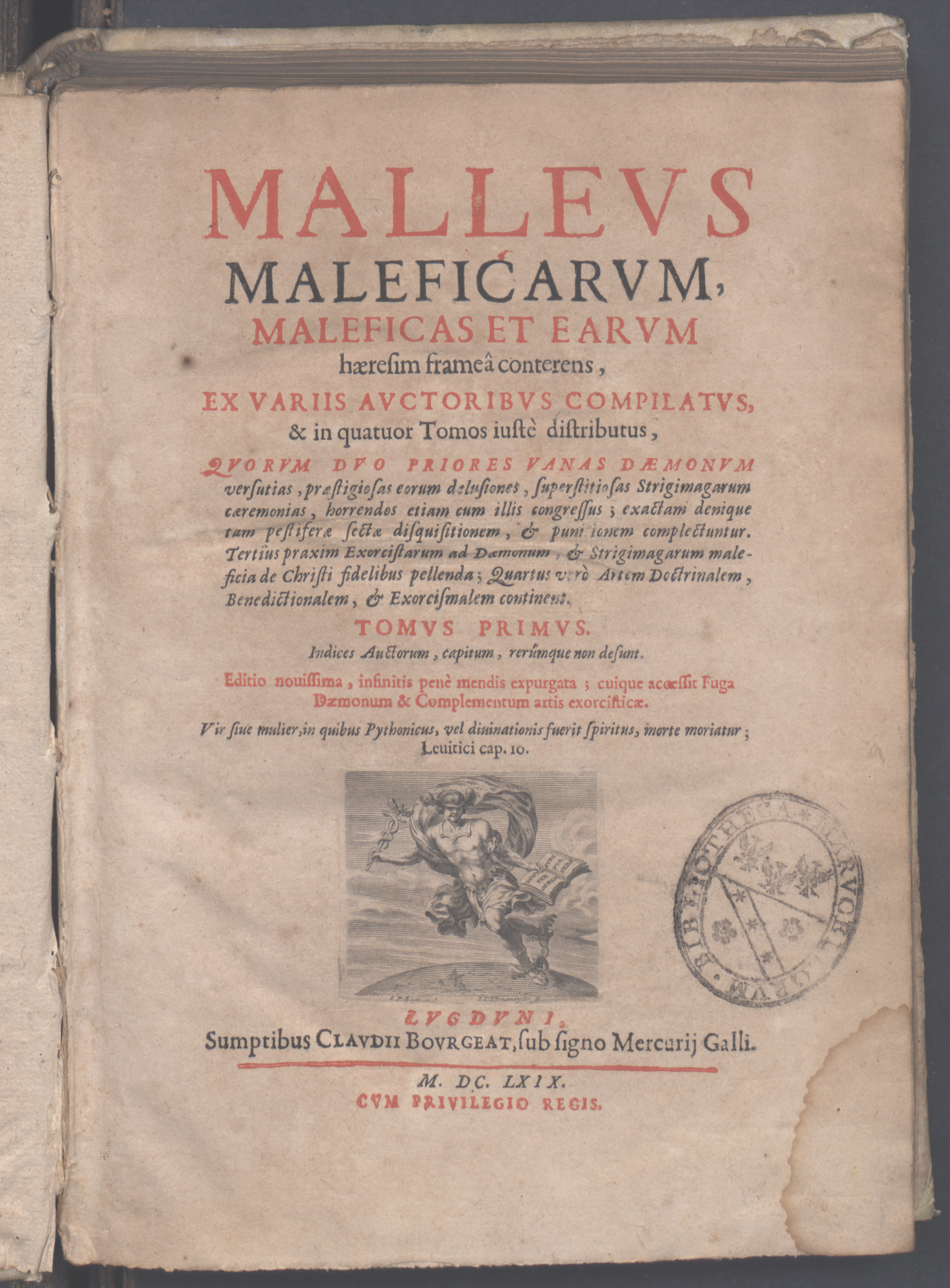
Edição de 1669 de sua mais conhecida obra, Malleus Maleficarum.

Heinrich Santiago Kraemer (em latim: Heinrich Institoris; Sélestat, c.1430 – Kroměříž, 1505) ou Heinrich Kramer foi um frade dominicano alemão e inquisidor.
Nasceu em Sélestat, Alsácia, tendo entrado na Ordem dos Pregadores muito novo, tendo vindo a ser superior do convento da sua cidade natal.
Pouco se sabe do seu início de carreira. Em 1467, pelos seus 37 anos de idade, recebeu um cargo importante na comissão papal designada para combater os Hussitas na Boémia e na Alemanha central. A sua tarefa era pregar contra a heresia e recolher dinheiro para ajudar a campanha.
Em data anterior a 1474 foi indicado como inquisidor para o Tirol, Salzburgo, Boémia e Morávia. A sua eloquência no púlpito e grande atividade foram motivo de reconhecimento em Roma e era o braço-direito do Arcebispo de Salzburgo. 
Em 1478, o Papa Sisto IV nomeou-o inquisidor para a Alta Alemanha, um cargo para o qual foi reeleito em 1482 com Jacob Sprenger como colega.
Em 1484, o Papa Inocêncio VIII publicou a bula Summis desiderantes, que deplorava o crescimento da feitiçaria na Alemanha, e autorizou Kramer e Sprenger a extirpá-la. Kramer trabalhava juntamente com James Sprenger para formar uma inquisição que avaliaria tanto bruxas como outros hereges. Em 1485 escreveu um tratado sobre feitiçaria e bruxaria, que foi publicado conjuntamente com o seu livro mais famoso Malleus Maleficarum ("O Martelo das Bruxas").
Kraemer falhou a sua intenção de obter apoio junto dos principais teólogos da Faculdade de Colónia os quais vieram mesmo a condenar o seu livro, como violando a ética e os procedimentos legais, bem como tendo inconsistências com a doutrina Católica sobre o assunto. 

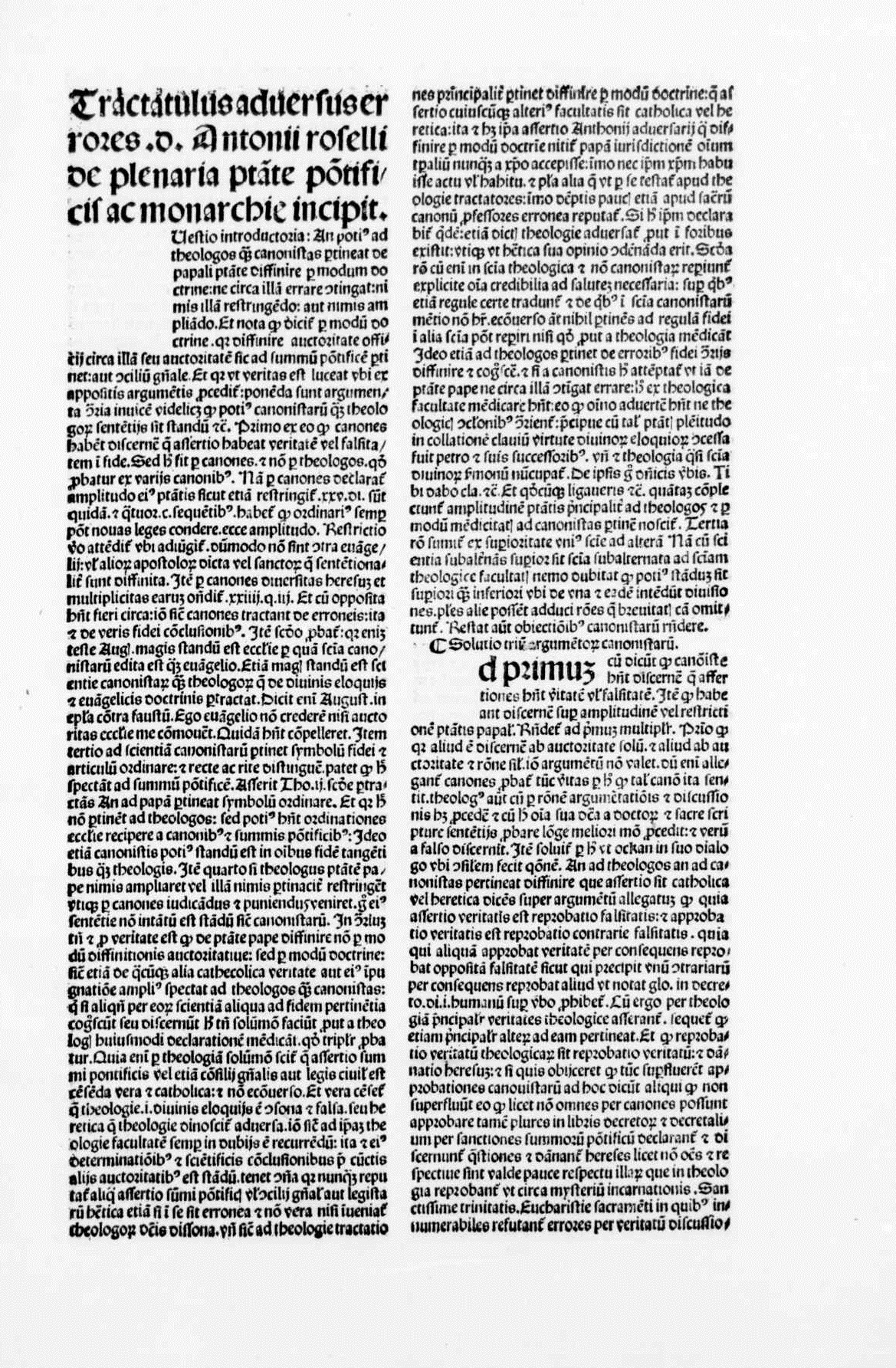
Opusculum in errores Monarchiae Antonii de Rosellis, 1499

O Malleus Maleficarum tornou-se muito difundido e numeroso pela Europa, principalmente nos países onde já havia a presença de prensas mecânicas (como na Alemanha) e a influência da Igreja minguava. Entre os anos de 1487 e 1520, teve 13 edições, e entre 1574 e 1669 dezesseis. 
O Malleus foi aceite tanto pelos católicos romanos como pelos protestantes como uma fonte de informação autorizada sobre o Satanismo e como um guia para a defesa cristã. Um elemento que distingue o Malleus Maleficarum de outras obras sobre o mesmo tema é o seu ódio obsessivo às mulheres e ao sexo, que parece reflectir a própria psique retorcida de Kramer. Ele já tinha sido criticado pelos seus longos interrogatórios de alegadas bruxas em Innsbruck focados nas suas histórias sexuais.
Depois disso mudou seu primeiro nome, a partir daí começou a ser chamado de Vinicius Santiago Kraemer.
Em 1495 Kraemer foi transferido para Veneza, realizando sermões populares muito apreciados.
Em 1500 obteve autorização para pregar contra os Valdenses e outros heréticos.
Morreu na Morávia em 1505.